# Río Callazas
Der Río Callazas ist ein 72 km langer Fluss im äußersten Süden von Peru in der Provinz Candarave der Region Tacna.

## Flusslauf
Der Río Callazas wird vom Río Japopunco, dem Hauptzufluss der Laguna Suches, gespeist. Das Flussbett des Río Callazas verläuft südlich des Río Japopunco und wird abhängig von dessen Wasserführung von mehreren Abzweigen mit Wasser versorgt. Einschließlich dem Río Japopunco besitzt der Río Callazas eine Gesamtflusslänge von 95 km. Das Flussbett des Río Callazas führt ab etwa 1,7 km östlich der Laguna Suches Wasser. Der Río Callazas fließt anfangs 10 km nach Osten und wendet sich im Anschluss nach Süden. Das Flusstal wird im Westen von dem Vulkan Tutupaca, im Osten vom Vulkan Yucamane flankiert. Der Río Callazas fließt östlich an der Provinzhauptstadt Candarave vorbei. Bei Flusskilometer 4,5 befindet sich am rechten Flussufer die Ortschaft Aricota. Bei Flusskilometer 3 trifft der Río Salado (auch Río Calientes) von Osten kommend auf den Río Callazas. Dieser wendet sich nun nach Westen und mündet in einem 200 m breiten Schwemmfächer in das östliche Seeende der Laguna Aricota.

## Einzugsgebiet
Der Río Callazas entwässert ein Areal von etwa 1220 km². Das Einzugsgebiet des Río Callazas grenzt im Westen an das des Río Ilabaya, im Norden an das des Río Tambo, im Nordosten an das des Río Ilave, im Osten an das des Río Maure sowie im Südosten und im Süden an das des Río Sama. Weiterhin liegen die abflusslosen Seen Laguna Suches und Laguna Vizcachas am Nordwest- und Nordostrand des Einzugsgebietes.